# Courances
Courances  ist eine französische Gemeinde mit 336 Einwohnern (Stand: 1. Januar 2022) im Département Essonne in der Region Île-de-France. Sie gehört zum Arrondissement Évry und ist Mitglied im Gemeindeverband Communauté de communes des 2 Vallées. Die Einwohner werden Courançois und Courançoises genannt.

## Geographie
Courances liegt etwa 49 Kilometer südöstlich von Paris am Fluss École, der die westliche Gemeindegrenze bildet. Die Gemeinde liegt im Regionalen Naturpark Gâtinais français. Umgeben wird Courances von den Nachbargemeinden Dannemois im Norden, Cély im Nordosten, Fleury-en-Bière im Osten, Milly-la-Forêt im Südosten und Süden sowie Moigny-sur-École im Südwesten und Westen.

## Bevölkerungsentwicklung
| Jahr                       | 1962 | 1968 | 1975 | 1982 | 1990 | 1999 | 2006 | 2019 |
| Einwohner                  | 303  | 272  | 290  | 311  | 354  | 352  | 348  | 337  |
| Quellen: Cassini und INSEE |      |      |      |      |      |      |      |      |

## Sehenswürdigkeiten
- Kirche Saint-Étienne, seit 1981 Monument historique
- Schloss Courances mit Park aus dem 17. Jahrhundert, Monument historique seit 1983
- Waschhaus aus dem 18. Jahrhundert

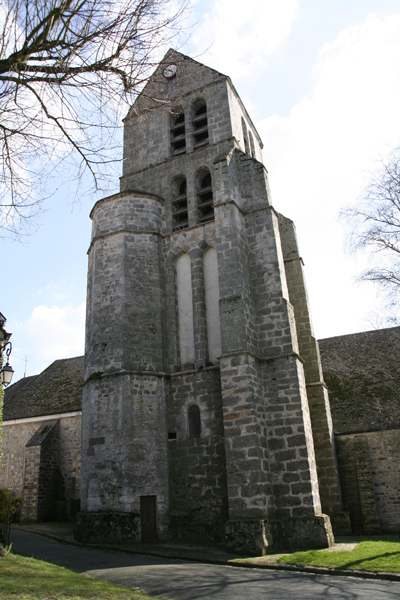
Kirche Saint-Étienne
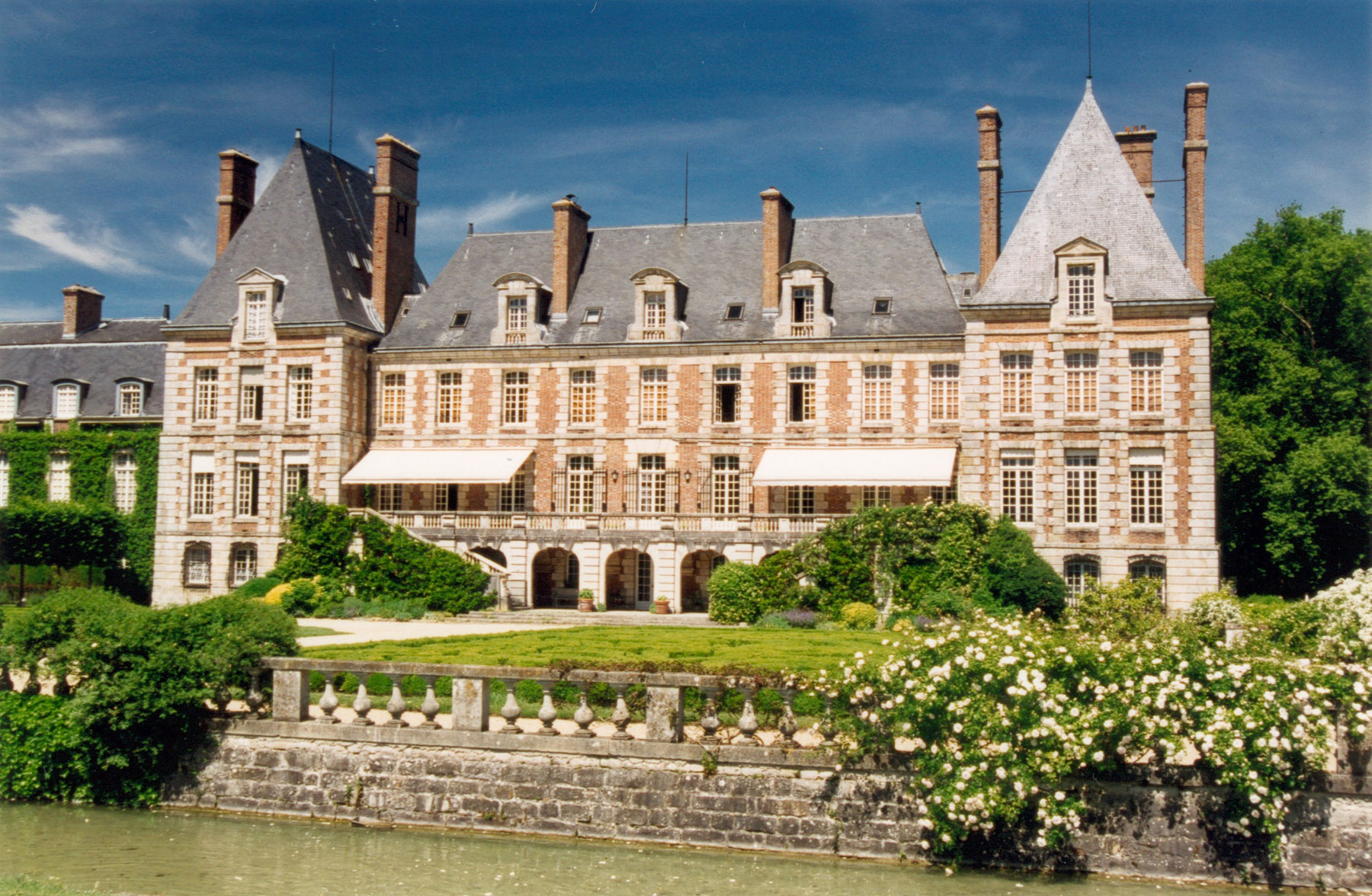
Schloss Courances
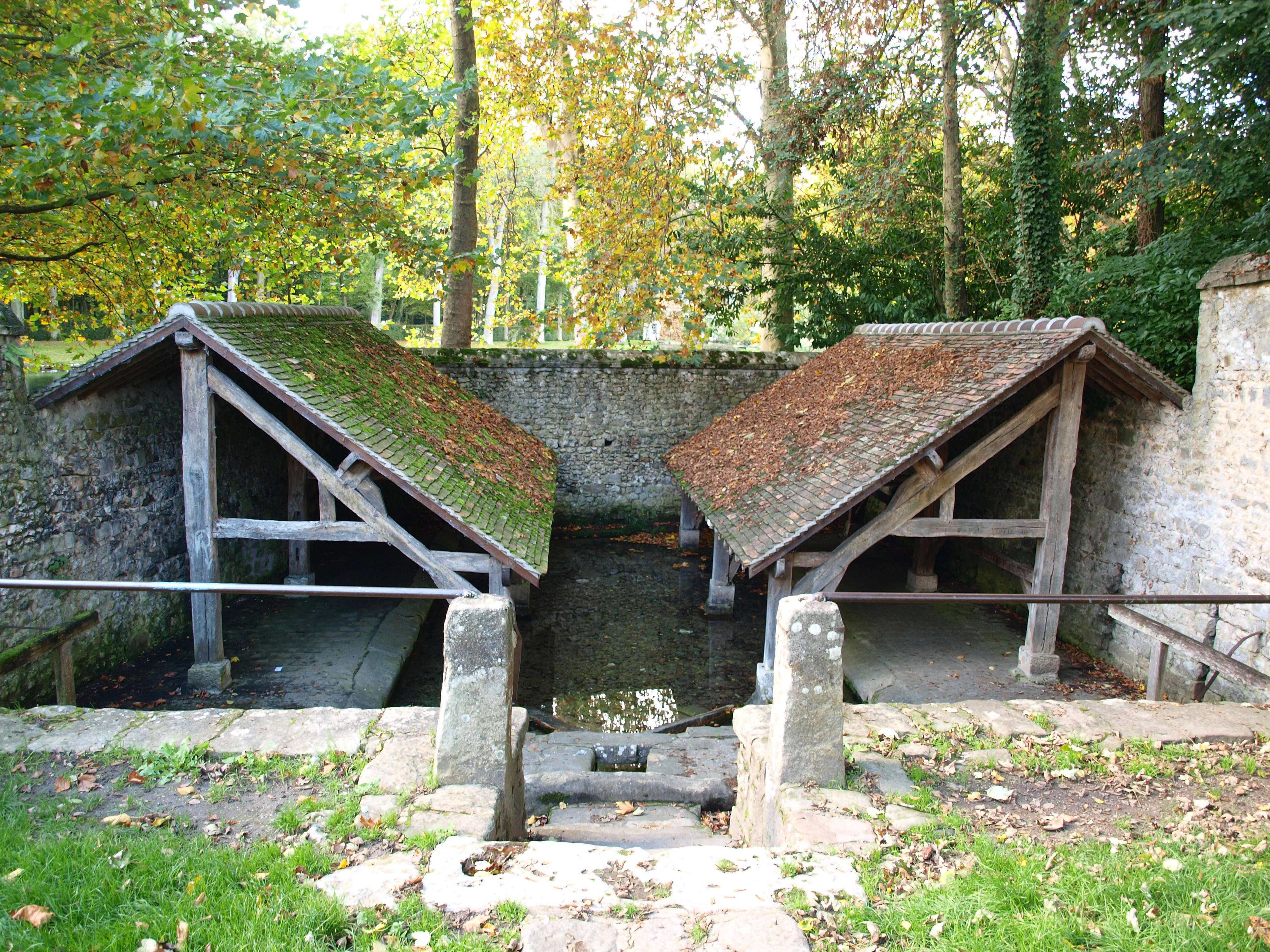
Waschhaus